# 韓昌
耶律遂正（975年—1027年），本姓韓，名遂正，一說名昌，契丹名雱金，因其二伯父韓德讓於統和二十二年被賜姓耶律而改姓，（以韓德讓其他姪兒輩的名字來看，遂正才是其本名），蓟州玉田（今河北玉田）人，遼國大臣，大辽汉臣秦王韩匡嗣之五子韩德威的次子，遼聖宗時大丞相耶律隆運的姪兒。

## 生平
耶律遂正在《遼史》幾乎沒有記載，韩德威列傳中也僅提到其有子雱金，但根據其墓志記載，他在统和年间入朝为官，初授卫将军，次硬寨将军。因精诚能事，受圣宗赏识，升任契丹户部使兼飞龙院事，转任知上京副留守，寻授北院宣徽使，转南面都部署。权东京留守、上京留守、中京留守。墓志载，韩昌为官，“事简民安，政清吏肃。水一盃而□一本，悉去强豪；钱如粟而马如羊，从来富盛。”“所行教化，随处民咏。”
統和二十九年（1011年），韓德讓過世後，耶律遂正被封为北枢密院副使，与耶律世良同掌北枢密院。又於隔年七月被任命為北院宣徽使，韓德讓另一姪兒耶律遂貞（後聖宗賜名耶律制心，又作直心）則為遼興軍節度使。又升任南面都部署，顺义军节度使。又改任武定军节度使。
耶律遂正后出任武定军节度使、移镇辽兴军节度使、彰武军节度使、兼五州制置使、同政事门下平章事、升任大内惕隐。之后，出任忠顺军节度使、移镇彰国军节度使。太平四年（1024年），辽圣宗复授韩昌为辽兴军节度使，封“忠勤守节功臣”，授平、滦、营等州观察、处置、巡检、屯田、劝农等使，加封崇禄大夫、检校太师、同政事门下平章事、使持节平州诸军事、平州刺史、上柱国、漆水郡开国侯。墓志载：韩昌领兵，“一斗胆万人无敌，三尺剑四海知名。临危而竭力输忠，率下而忧民恤物。”因公务烦剧，积劳成疾，韩昌于太平七年（1027年）三月二十四日因病逝于辽兴军节度使官邸，享年53岁。十月二十八日，归葬于辽上京西北之屈劣山（今内蒙古巴林左旗白音罕山）韩氏家族墓地。

## 家族
- 曾祖父：韩知古，中书令
  - 祖父：韩匡嗣秦王
    - 父亲：韩德威，西南面招讨使
      - 韩昌
      - 妻子：萧氏，封薛国夫人
        - 长子：耶律元佐，字燕隐，为皇帝侍卫官，后加封保义推忠功臣、保大军节度使、鄜、坊等州观察、处置史，开府仪同三司、检校太师兼侍中，使持节鄜州刺史、上柱国、漆水郡开国公
          - 孙：耶律度剌，字药师奴

        - 次子：耶律宗福，字遵宁，本名涤鲁，圣宗与皇后萧菩萨哥养子，宗福之名为圣宗所赐，封韩王
          - 孙：耶律承训（燕五），安国军节度、诸行宫都部署
          - 孙：耶律乌斡，未冠而逝
          - 孙：耶律承规（迪烈），礼宾副使
          - 孙：耶律承导，率府副率

        - 三子：耶律元亨（元佑），韩高王六，字宫宁，官至奉先军节度使
        - 四子：早亡